# Véronique Nowak
Pour les articles homonymes, voir Nowak.
Véronique Nowak, née le 28 février 1967 à Lyon, est une footballeuse française évoluant au poste de défenseur.

## Carrière

### Carrière en club
Véronique Nowak évolue de 1982 à 1992 au Football Club de Lyon puis rejoint le Toulouse Olympique Mirail où elle ne reste que quelques mois, avant de retourner au FC Lyon où elle termine sa carrière en 1995.

### Carrière en sélection
Véronique Nowak compte 38 sélections en équipe de France féminine entre 1982 et 1995, et marque un but contre l'URSS le 19 avril 1990 en amical. 
Elle reçoit sa première sélection en équipe nationale le 24 février 1985, en amical contre l'Italie (défaite 1-0). Elle joue son dernier match le 14 mai 1994, pour le compte des qualifications pour le championnat d'Europe 1995 contre l'Italie (match nul 1-1).